# Sójová vlákna

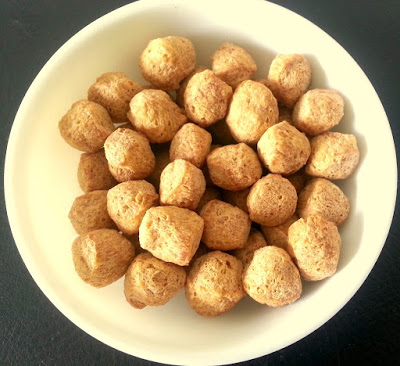
Sójový granulát, surovina k výrobě vláken

Sójová vlákna jsou chemické výrobky ze sójových bobů.

## Způsob výroby
Výchozí látkou jsou slupky sójových bobů (s obsahem 36 % proteinů z 15-18 aminokyselin). Ze slupek se extrakcí za pomoci alkálií nebo enzymů tvoří granulát, kulatý tvar proteinů se při tom mění na podélný, což je podmínka k možnému zvlákňování. Výroba vlákna následuje po extruzi granulátu mokrým zvlákňováním. Protože vlákna z čisté sóji mají velmi nízkou pevnost, zvlákňuje se zpravidla směs sóji se syntetickými materiály. Výsledný výrobek je filament nebo stříž (1-2 dtex).  

## Vlastnosti
Specifická hmotnost 1,3 g/cm³, pevnost za sucha 40 cN/tex, za mokra 25-30 cN/tex, tažnost 18-21 %, navlhavost 8 %, sráživost v horké vodě 2,2 %. Vlákno má mít antibakteriologické účinky, při teplotách nad 120°C žloutne a je lepkavé. 
Nedostatek sójových vláken jsou potíže při barvení textilie a nízká trvanlivost výrobků. Cena vlákna nepřesahuje cenu běžných syntetických materiálů (cena suroviny se udává s 0,83 USD/kg).

## Použití
Tkaniny a pleteniny se používají na spodní a ložní prádlo, ručníky, přikrývky, sportovní oděvy aj.
Laboratorně byly (2023) zhotoveny např. filamenty na 3D tisk s obsahem 7,5 % sóji.

## Z historie sójových vláken
První patenty na zvlákňování byly uděleny ve 40. letech, průmyslová výroba byla realizována v USA a v Japonsku jen během 2. světové války. Teprve v posledních letech 20. století se začala znovu vyrábět v Číně vlákna ze směsi sóji s  PVA (Winshow™ a SoySilk™) s roční kapacitou cca 1500 tun.